# Egil Aarvik
Egil Aarvik (12 de diciembre de 1912 - 19 de julio de 1990) fue un editor, autor y político noruego. Miembro del Partido Demócrata Cristiano, fue presidente del Comité Noruego del Nobel desde 1982 hasta su muerte.

## Primeros años y carrera
Era hijo de un jornalero Julio Aarvik (1890-1961) y Luisa Lie (1889-1973). Tras asistir a la escuela secundaria, quiso ser mecánico de automóviles, pero terminó trabajando como peón agrícola. En 1933, fue contratado como secretario de la Sociedad Misionera Luterana Noruega. De 1940 a 1946 fue secretario de la misión en Stavanger.
Trabajó como periodista en el periódico cristiano de Trondheim para Dagsavisa de 1947 a 1950, antes de ascender a redactor jefe de dicho periódico. En 1955, dejó el puesto para trabajar a tiempo completo como redactor jefe del Folkets Framtid. Posteriormente se trasladó a Grorud, donde formó parte del consejo congregacional (1962-1966). Se casó con una mujer llamada Ana Catalina, como quién tuvo cuatro hijos y 11 nietos.

## Carrera política
Aarvik fue miembro del consejo municipal de Strinda durante 1951-1955. Fue elegido diputado al Storting por Oslo en 1957 y obtuvo el pleno derecho en 1961. Presidió el Comité Permanente de Asuntos Sociales durante su primer mandato. No fue reelegido en 1965, pero recuperó su escaño en 1969 y 1973.
En 1965, tras haber perdido recientemente su escaño en el Parlamento, Aarvik fue nombrado Ministro de Asuntos Sociales en el Gabinete de centroderecha de Per Borten. Ocupó el cargo hasta la caída del Gabinete en 1971. El logro más importante durante su mandato fue la aprobación en 1967 de la Ley General de Prestaciones Sociales (en noruego: folketrygden). También ejerció un cargo en política exterior. A diferencia de la mayoría de su partido, apoyó la adhesión de Noruega a la Comunidad Económica Europea en 1972.
Mientras tanto, Aarvik fue nombrado miembro del gabinete de Borten, pero se abstuvo de participar en las sesiones parlamentarias y el entonces diputado Kåre Kristiansen ocupó su escaño. Tras regresar al Parlamento, Aarvik fue miembro del Comité Permanente de Finanzas y Asuntos Económicos de 1971 a 1977 y presidente del Lagting de 1972 a 1973.
Residió en el municipio de Bærum durante un tiempo, siendo elegido por la circunscripción de Akershus en 1973. Como pensionista, se trasladó al municipio de Nøtterøy. De 1977 a 1981, trabajó en Norwegian Church Aid. También fue presidente de la junta directiva de Blue Cross, sucursal noruega, de 1960 a 1962. Fue vicepresidente del Comité Noruego del Nobel de 1975 a 1982 y presidente de 1982 a 1990. Fue miembro adjunto de la junta directiva de Folketrygdfondet de 1972 a 1983 y presidió el consejo corporativo del Statoil de 1973 a 1984. Bajo su influencia, el comité comenzó a utilizar el Premio de la Paz para promover iniciativas a favor de la democracia y los derechos humanos, lo que no le gustó a muchos otros países.
Tras su muerte, el obispo sudafricano Desmond Tutu, premio Nobel de 1984, dijo que la concesión del premio al sindicalista polaco Lech Wałęsa en 1983 «y el reconocimiento de la lucha de la Iglesia contra el apartheid fueron decisiones valientes por las que Aarvik tiene un gran mérito».
Su cuerpo descansa junto al de su esposa (fallecida en 1998) en el cementerio de la iglesia de Nøtterøy en la isla del mismo nombre, en la Provincia de Vestfold en Noruega.

## Obras seleccionadas
- ¿Er kristendommen fallit? (1941)
- Descenso de la tormenta (1942)
- Vi gjemmer oss på bedehuset (1954)
- Dumme troll og menn til kjerringer (1956)
- Mujeres de Samaria (1973)
- Vraket sølv: Kongen Saul (1975)
- Sin embargo (1982)
- Sonríe, alvor. Fragmenter av et liv (1985)